# 28866 Chakraborty
28866 Chakraborty è un asteroide della fascia principale. Scoperto nel 2000, presenta un'orbita caratterizzata da un semiasse maggiore pari a 2,3668516 UA e da un'eccentricità di 0,1167136, inclinata di 9,39647° rispetto all'eclittica.